# Paulo Barros (futbolista)
Paulo César Barros (1958 - 17 de junio de 2014) fue un futbolista y entrenador brasileño, que se desempeñó en el mundo deportivo durante tres décadas en Guatemala, desde los años 1980. Pasó su carrera por múltiples equipos de Liga Nacional y Primera División como Halcones FC, Xinabajul y Aurora, entre otros.
Es padre de dos futbolistas profesionales del fútbol guatemalteco, Pablo y Carlos, que juegan para el Deportivo Suchitepéquez.
Falleció el 17 de junio de 2014, a la edad de 55 años, de un paro cardíaco. Al momento de su muerte era entrenador de fútbol del Deportivo Malacateco.